# Гийрхарт (град, Орегон)
Гийрхарт (на английски: Gearhart) е град в окръг Клатсъп, щата Орегон, САЩ. Гийрхарт е с население от 1185 жители (2007) и обща площ от 3,2 km². Намира се на 4,9 m надморска височина. ЗИП кодът му е 97138, а телефонният му код е 503.